# Pantaloni

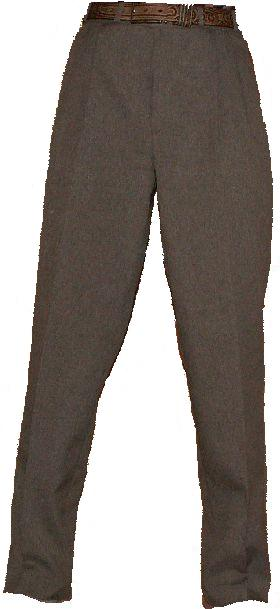
Un paio di pantaloni

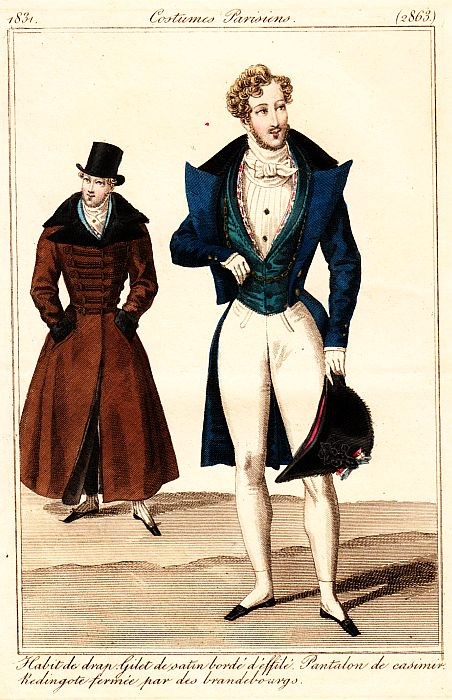
Pantaloni di cachemire, 1831

I pantaloni, o calzoni, sono un capo d'abbigliamento portato sulla parte inferiore del corpo, dove le due gambe sono coperte separatamente. Fanno parte sia dell'abbigliamento maschile che di quello femminile, solitamente con alcune differenze di design.

## Etimologia
Deve il suo nome a quello del personaggio della Commedia dell’arte, Pantalone, il cui costume porta queste culotte lunghe tipiche. A sua volta la maschera prendeva il nome dalla grafia veneziana del nome proprio Pantaleone, appartenente anche a un santo molto venerato in Laguna.

## Tipologia
Esistono molte tipologie dei pantaloni. Solitamente questi presentano un'apertura anteriore, all'altezza dell'inguine, richiudibile con una cerniera o dei bottoni. In altri casi sono apribili lateralmente.

### Pantaloni storici
Nel corso dei secoli, alcuni termini, oggi obsoleti, sono stati utilizzati per definire i pantaloni:
- le brache[2], portati dai Celti e dai Germani, composte da due gambe indipendenti la cui parte alta si avvolgeva sul bacino;
- il renegravio, una sorta di jupe-culotte maschile del XVI/XVII secolo, plissettato e ornato di pizzo;
- i pantaloni alla zuava, pantaloni del X secolo, che risalgono fino alla vita;
- la culotte che, nel XVIII secolo, scendeva fino al ginocchio.

### Lunghezza della gamba
I pantaloni possono essere classificati secondo la loro lunghezza. Si parla di:
- short, quando la gamba si ferma a metà coscia;
- bermuda, quando la gamba si ferma al di-sopra del ginocchio;
- pantaloncini, per pantaloni stretti la cui gamba si ferma al di-sotto del ginocchio (così come per i ciclisti).

### Materiale
Un gran numero di materiali possono essere impiegati nella produzione di pantaloni:
- la tela così come il lino sono destinati ad essere portati in estate;
- il velluto è destinato ad essere portato in inverno;
- il denim, utilizzato nella produzione di blue jeans;
- la pelle;
- la gomma, il lattice o il vinile;
- tessuti elastici, come l'elastane (lycra), utilizzati nella produzione di leggings o pantaloni fuseau.

### Taglie
I pantaloni si classificano secondo tre altezze di vita:
- pantaloni a vita alta, la cui cintura arriva all'altezza della giro vita;
- pantaloni a vita giù (o abbassata), la cui cintura arriva a 3 o a 4 cm sotto il giro vita.
- pantaloni a vita bassa, la cui cintura arriva a 5 o a 6 cm sotto il giro vita. Il baggy appartiene a questa categoria, il quale è spesso realizzato con taglio dritto, molto largo dei fianchi fino alla base dei pantaloni.

### Forma e taglio
Numerosi termini permettono di qualificare la forma e il taglio dei pantaloni:
- Pantaloni affusolati: pantaloni molto rettificati la cui base si ristringe.
- Pantaloni regular fit: pantaloni il cui taglio è dritto.
- Pantaloni relaxed fit: pantaloni i cui fianchi sono molto abbondanti.
- Pantaloni slim o sigaretta: pantaloni stretti.
- Pantaloni boyfriend: pantaloni larghi che imitano la natura dei jeans da uomo, utilizzati dal pubblico femminile.
- Pantaloni skinny: pantaloni molto stretti, assomiglia molto ai leggings
- Pantaloni oversize: pantaloni molto larghi.
- Pantaloni bootcut: pantaloni le cui gambe sono svasate a partire dal polpaccio.
- Pantaloni flare: pantaloni le cui gambe sono svasate a partire dal ginocchio.
- Pantaloni extra-flare: pantaloni più svasati di quello flare
- Pantaloni a zampa di elefante: pantaloni della moda degli anni 1970, stretti in alto e sui fianchi, terminano in un tubo molto largo sulle caviglie. Ridiventati di moda negli anni 2010.
- Pantaloni a pieghe: pantaloni con pieghe ottenute a ferro caldo.
- Pantaloni a clip: pantaloni con una cucitura sul fianco che creano una piega lungo l'intera lunghezza o larghezza con freccette nella parte anteriore. Sono stati inventati negli anni 1920-1930 « [...] in un momento in cui abbiamo cercato di amplificare il contrasto tra una grande e una dimensione molto stretto coscia per dare la larghezza e profondità alla gamba», osserva Le Figaro Magazine coniugati a una vita alta e larghe spalle di giacca per dare una parte centrale. Le clip possono essere fino a tre. Questi pantaloni erano un capo standard degli anni 1940 prima di cadere in disuso, specialmente a causa dei costumi, i cui tessuti sono divenuti più fini e supportano meno la piega e di fatto i pantaloni si portano ora più stretti.

### Chiusura o patta[3]

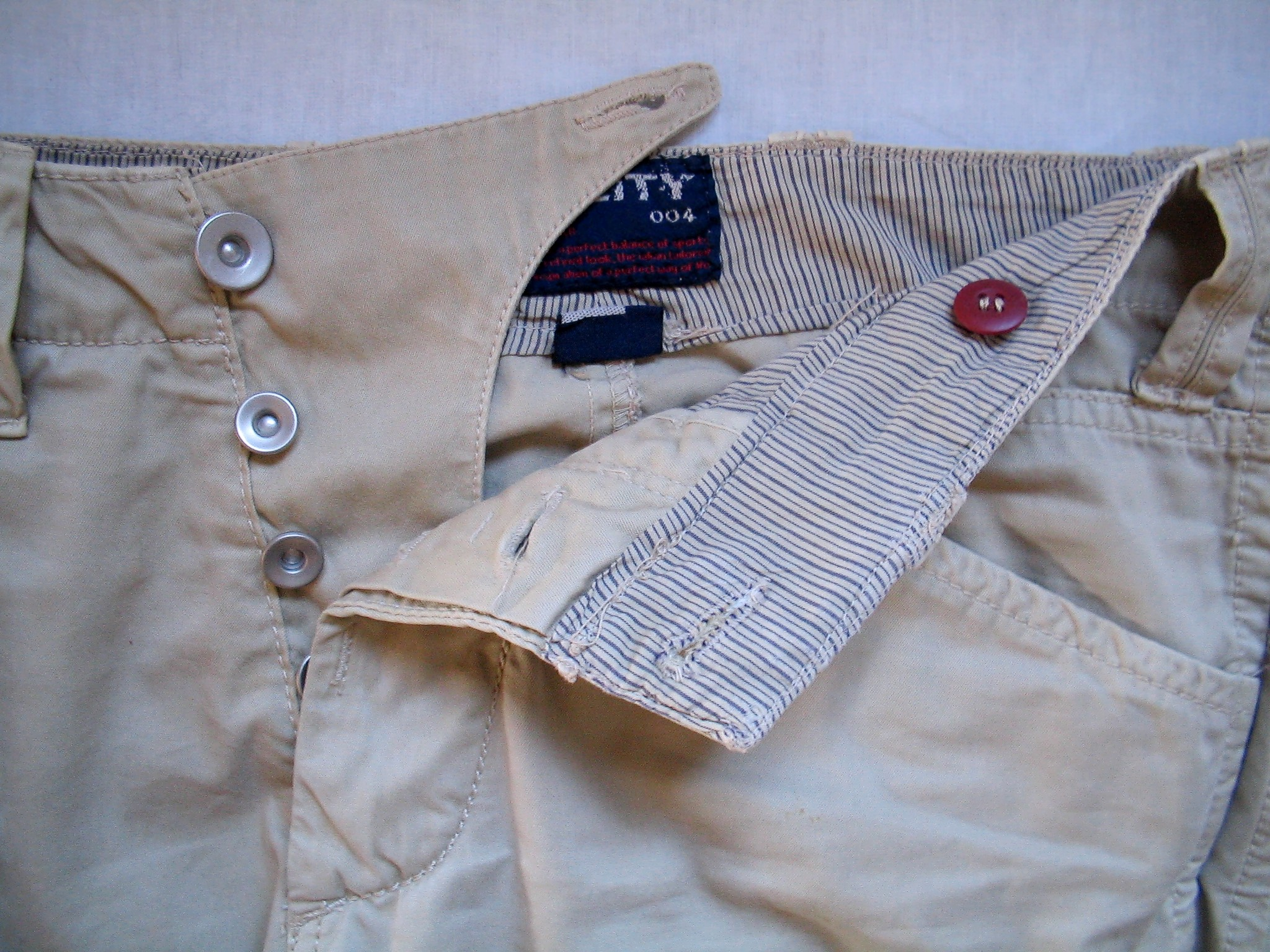
Patta aperta a bottoni del tipo maschile e con chiusura accessoria

I pantaloni si formano spesso con una chiusura a cerniera o con dei bottoni, situati sul davanti.
Possono anche essere chiusi sui fianchi attraverso un punto, un pezzo di tessuto che si attacca alla vita mediante bottoni.
Alcuni modelli di pantaloni femminili hanno la chiusura posteriore.
Infine, alcuni pantaloni si mantengono con un elastico all'anca. È il caso dei pantaloni sportivi, come il jogging.
La maggior parte dei pantaloni sono muniti di passante, al fine di poterci infilare una cintura.

### Pantaloni legati a attività
- Pantaloni jodhpurs, pantaloni per l'equitazione.
- Pantaloni da sport, jogging.
- Pantaloni fusò, pantaloni estensibili curvi e troncati, le cui gambe terminano sotto al piede, destinati a nessuna attività specifica, spesso al passeggio casual.
- Pantaloni mimetici (origine militare), pantaloni a cucitura specifica ad U sui glutei e con delle grandi tasche sui fianchi.

### Pantaloni per uomo
I pantaloni traggono origine da quelli alla zuava portati dagli uomini del XV secolo. I pantaloni alla zuava erano facili da fabbricare e fissare con dei lacci. Ma poco a poco, i pantaloni alla zuava, sul davanti, lasciarono una grande apertura per i bisogni sanitari. Inizialmente, i bottoni scendevano fino al ginocchio, coprendo il bacino. Ma con l'evoluzione della moda, i bottoni diventano più corti, e diventa necessario per gli uomini coprire le loro parti genitali con una cerniera, che fu aggiunta ai pantaloni alla fine del XVI secolo.
Nel 1788, durante la Rivoluzione francese, coloro che portavano i pantaloni, chi lavorava per il popolo, si sono distinti sotto il nome di Sanculotti, in opposizione a coloro che portavano le culotte, che erano aristocratiche e borghesi. Diventò in seguito una tendenza rivoluzionaria.
Ma è a partire dal 1830 che i pantaloni furono veramente accettati e portati come capo d'abbigliamento da città.
Questo stile fu introdotto in Inghilterra all'inizio del XIX secolo, probabilmente da Beau Brummell, e divenne il capo più portato dalla metà del secolo.
I marinai hanno giocato un ruolo nella diffusione dei pantaloni nel mondo. Nel XVII e XVIII secolo, i marinai portavano dei pantaloni larghi chiamati galligaskins. I marinai sono stati inoltre i primi a portare i jeans. Questi ultimi diventarono popolari alla fine del XIX secolo nell'America dell'Ovest, per la loro resistenza e longevità.

### Pantaloni per donne

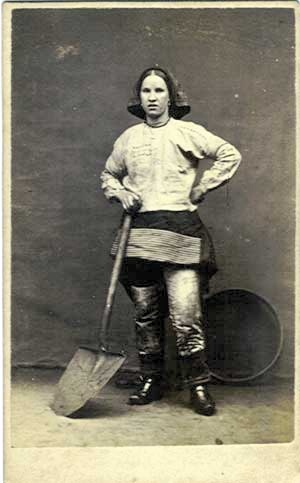
Minatrice di Wigan

È in Persia che troviamo i primi pantaloni femminili. In Europa i pantaloni per donna non diventano di moda fino al XX secolo. Prima, a causa delle proibizioni religiose e i valori attribuiti a ciascun genere (coraggio per l'uomo, pudore per la donna) s'imponeva la differenza sessuale nell'abbigliamento, e portare i pantaloni per le donne era proibito e condannato.
In Francia, durante la Rivoluzione, un'ordinanza del prefetto della Polizia di Parigi del 16 brumaio anno IX (7 novembre 1800) regolamentò l'utilizzo dei pantaloni per le donne, impose a quelle che volevano vestirsi con abiti maschili negli 81 comuni del dipartimento della Senna e i comuni di Saint-Cloud, Sèvres e Meudon di presentarsi alla prefettura di polizia per essere autorizzate. Quest'autorizzazione non poteva essere concessa che per motivi medici. Contrariamente a ciò che si è spesso affermato, nessuna legge ha generalizzato questa restrizione.
Due circolari prefettizie (1892 e 1909) attenuato il bando, autorizzarono l'uso di pantaloni femminili se la donna teneva per mano il manubrio della bicicletta o le redini di un cavallo. Poco tempo dopo, le donne non portarono i pantaloni, seguita dall'affermazione popolare «una donna che porta i pantaloni è una donna che si porta male» perché «una donna onesta ha le ginocchia sporche». Alcune donne nel corso del XIX secolo, portarono i pantaloni, artiste come Rose Bonheur o George Sand, che beneficiarono di una relativa complicità delle autorità.
Ma è la pratica dello sport come l'alpinismo o il ciclismo che hanno allargato l'uso dei pantaloni. C'erano sempre delle resistenze: nel 1930, alla campionessa olimpica Violette Morris fu respinto il suo ricorso contro la Federazione femminile sportiva di Francia che l'aveva rimossa a causa del suo comportamento e del suo abbigliamento maschile, giudicando "deplorevole" l'esempio che lei dava alla gioventù.
I pantaloni non erano tollerati tranne nel caso che le donne facessero un mestiere da uomo. Così, in Inghilterra, le donne che lavoravano nelle miniere di carbone di Wigan furono tra le prime a portare i pantaloni per compiere il loro lavoro pericoloso. Portavano una tuta al di sotto dei pantaloni, ma questa tuta era avvolta fino alla vita per non rovinare i loro movimenti. La loro divisa scioccò la società vittoriana dell'epoca. Nell'Ovest dell'America, nel XIX secolo, le donne lavoravano nei ranch portando i pantaloni per poter cavalcare.
All'inizio del XX secolo, aviatrici e donne attive incominciarono a portarli. Tre attrici celebri, Marlène Dietrich, Greta Garbo e Katharine Hepburn, portavano volentieri i pantaloni, vedere lo smoking, ad Hollywood negli anni 1930, scioccò molto l'America puritana e in crisi, ma le prime due furono considerate dalla stampa femminile come le rappresentanti di una sofisticazione europea un po' esotica, poiché l'anticonformismo di Katharine Hepburn era mal giudicato. Ma questa contribuì più progressivamente a democratizzare un capo "maschile" per le donne "ordinarie". 
Nel 1930 fece discutere il caso di Helen Hulick (1908-1989) che si presentò in tribunale come testimone di un furto avvenuto nella sua abitazione, e si ritrovò condannata a 5 giorni di carcere dal giudice Arthur S. Guerin che non approvò la mise della signora e la accusò di oltraggio alla Corte.

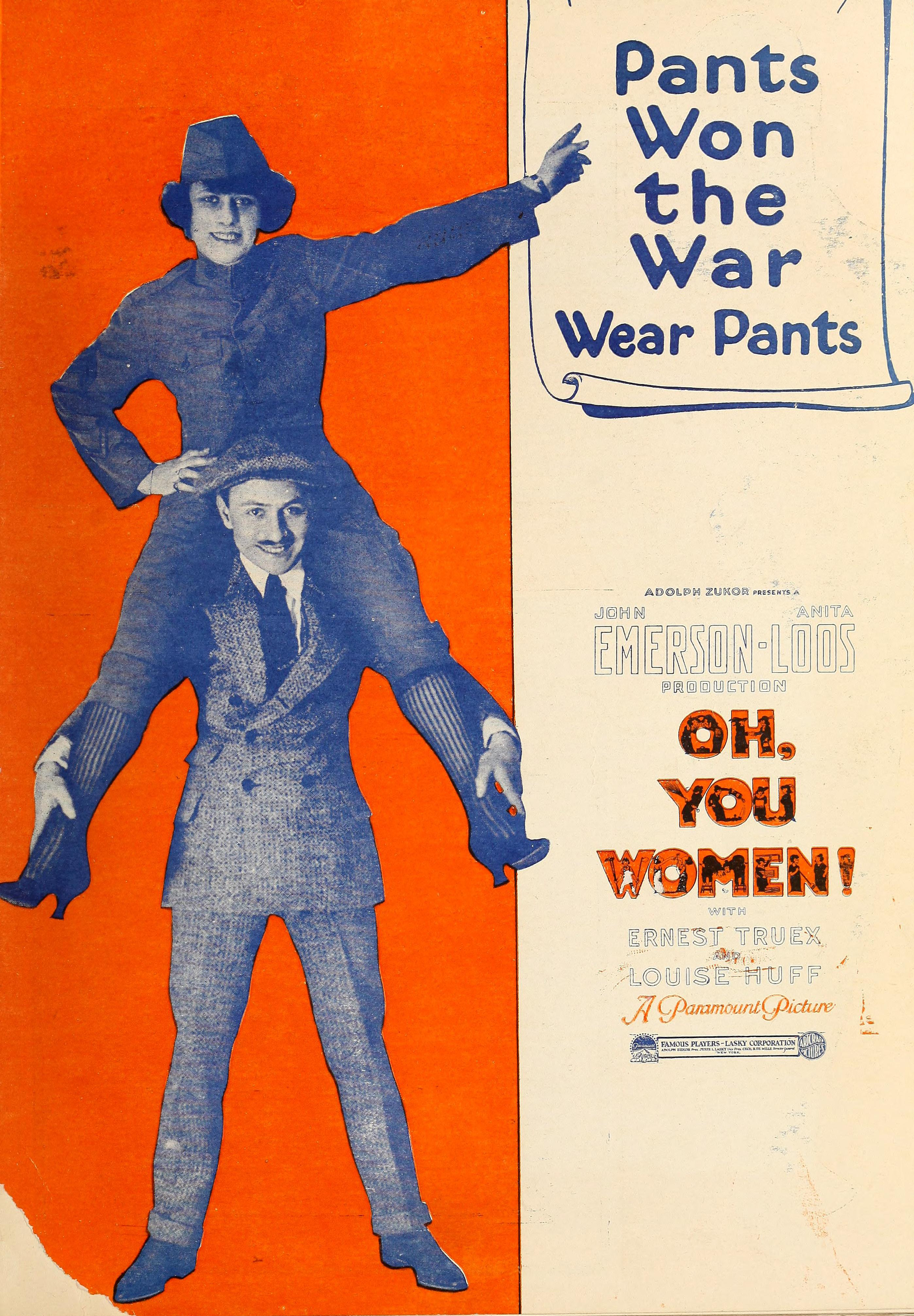
Pubblicità americana per un film (1919)

Durante la Prima Guerra Mondiale e la Seconda Guerra Mondiale, le donne lavoravano nelle fabbriche o eseguivano altri "lavori per uomini" e cominciarono a portare i vestiti civili dei loro mariti mobilizzati, compresi i pantaloni. Nel dopo-guerra, i pantaloni sono diventati un capo di tendenza accettato per il giardinaggio, la spiaggia, e le altre attività di piacere.
Più tardi negli anni 1960, André Courrèges, poi Yves Saint Laurent, ha presentato i pantaloni per donna come capo alla moda, che conduce all'era dei jeans chic e dei pantaloni a tailleur. Da allora in poi, il divieto sociale di portare i pantaloni nelle scuole, nel luogo di lavoro e nei ristoranti chic, a poco a poco scomparve.
Nel 2003 il deputato Jean-Yves Hugon che proponeva l'abrogazione di questa legge francese, si è sentito rispondere dalla ministra delegata alla Parità e Uguaglianza professionale, Nicole Ameline, che in questo genere di casi, lasciare una legge non applicata è meglio che fare adottare un testo abrogato. Nel settembre 2010 i consigli municipali di Parigi, alla domanda degli eletti Verdi e Comunisti, fanno la stessa domanda e viene loro risposto dal prefetto, che lui ha meglio da fare che occuparsi di archeologia legislativa. Nel 2013, in risposta ad una domanda simile di un senatore, Alain Houpert, il ministro dei Diritti delle Donne constata l'abrogazione implicita dell'ordinanza, dal fatto della sua incompatibilità « [...] con i principi d'uguaglianza tra le donne e gli uomini che sono scritti nella Costituzione e gli impegni europei della Francia»
Nel Sudan, la legge che vieta l'uso del capo d'abbigliamento indecente è interpretata dalle autorità sudanesi come un divieto dell'uso dei pantaloni per le donne e chiunque di loro li indossi è punita con quaranta colpi di frusta

## Storia

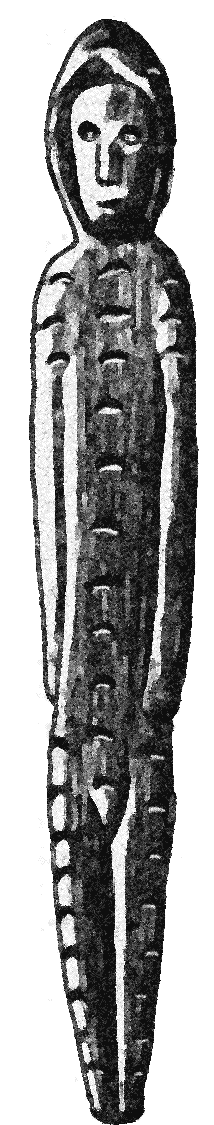
Figurino di Buret'

### Preistoria
L'arte figurativa preistorica fa risalire l'uso dei pantaloni al Paleolitico superiore. Un esempio caratteristico si trova nelle statuette delle Veneri paleolitiche trovate nei siti siberiani di Malta e di Le Buret. Una parte del tessuto per coprire i genitali e delle bande trasversali ricordano molto i pantaloni portati dai popoli dell'Artico.
Due autentici pantaloni, muniti di copertura per i genitali, sono stati scoperti in Cina, in una tomba alla fine del deserto di Taklamakan: sono stati datati tra il XIII secolo e il X secolo a.C. e utilizzati per l'equitazione.
La scoperta di Ötzi, una mummia molto ben conservata, ha permesso di osservare un uomo del Calcolitico indossare leggins in pelle attaccati con una corda alla cintura di un pareo..

### Antichità

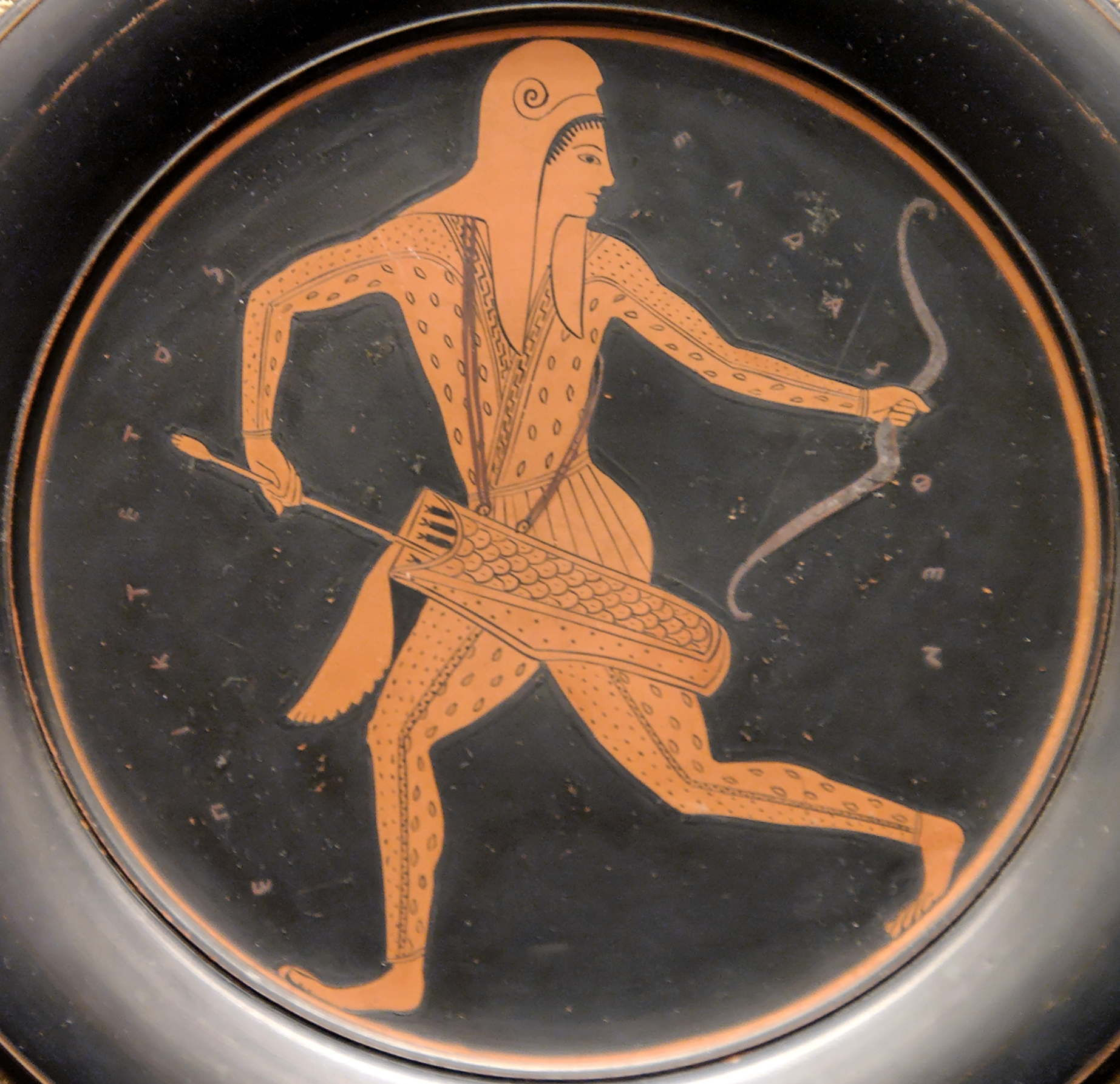
Arciere sciita, Ceramica del 520-500 a.C.

Nell'Antichità la storia dei pantaloni è legata alla domesticazione del cavallo. Fanno la prima apparizione nell'ectonografia greca nel VI secolo a.C. I pantaloni, probabilmente portati da entrambi i sessi, sono attestati da scultori e disegni degli Achemenidi, nei Medi e Sciti iraniani, i Friginei, i Traci, i Daci, gli Armeni o gli Unni.
I greci antichi utilizzano i termini anaxyris (ἀναξυρίς / anaxurís) per definire i pantaloni portati dai popoli dell'Est (pantaloni lunghi alla caviglia annodati con una corda) e sarabara (σαράϐαρα / sarábara) per quelli portati dagli Sciti. Non portavano altri modelli, ad eccezion fatta dei loro schiavi, che utilizzavano dei pantaloni collat, perché i padroni li trovavano ridicoli, come attesta l'utilizzo del termine θύλακος / thúlakos (sacco), che si usa per i pantaloni larghi portati dai Persiani sotto le loro tuniche (segno del loro rango socialmente elevato) e degli altri popoli dell'Oriente.
La Repubblica Romana rinnega inizialmente i pantaloni, visti come un emblema dei Barbari. L'espansione dell'Impero Romano al di là del bacino del Mediterraneo fece sì che i soldati romani a contatto con questi popoli riconoscessero l'utilità di questo capo che preserva il calore, ed è così progressivamente adottato nell'esercito romano e poi si generalizzò nella società civile III secolo. Due tipi di pantaloni erano in uso: i feminalia (che proteggeva i femori), che si adottò perfettamente ed erano generalmente corti o a metà polpaccio e i femoralia, pantaloni ampi legati alla caviglia. Questi due capi d'abbigliamento, che sono sia in pelle che in lana, cotone o in seta, sono usati inizialmente dai Celti poi si videro usati dai Persiani del Medio-Oriente e dai Teutonici.
In Cina antica, i pantaloni erano portati solo dalla cavalleria. Dopo, furono introdotti dal re Wu di Zhao nel 375 a.C., copiando il costume dei cavalieri turco-mongoli della frontiera settentrionale della Cina.

### Medioevo

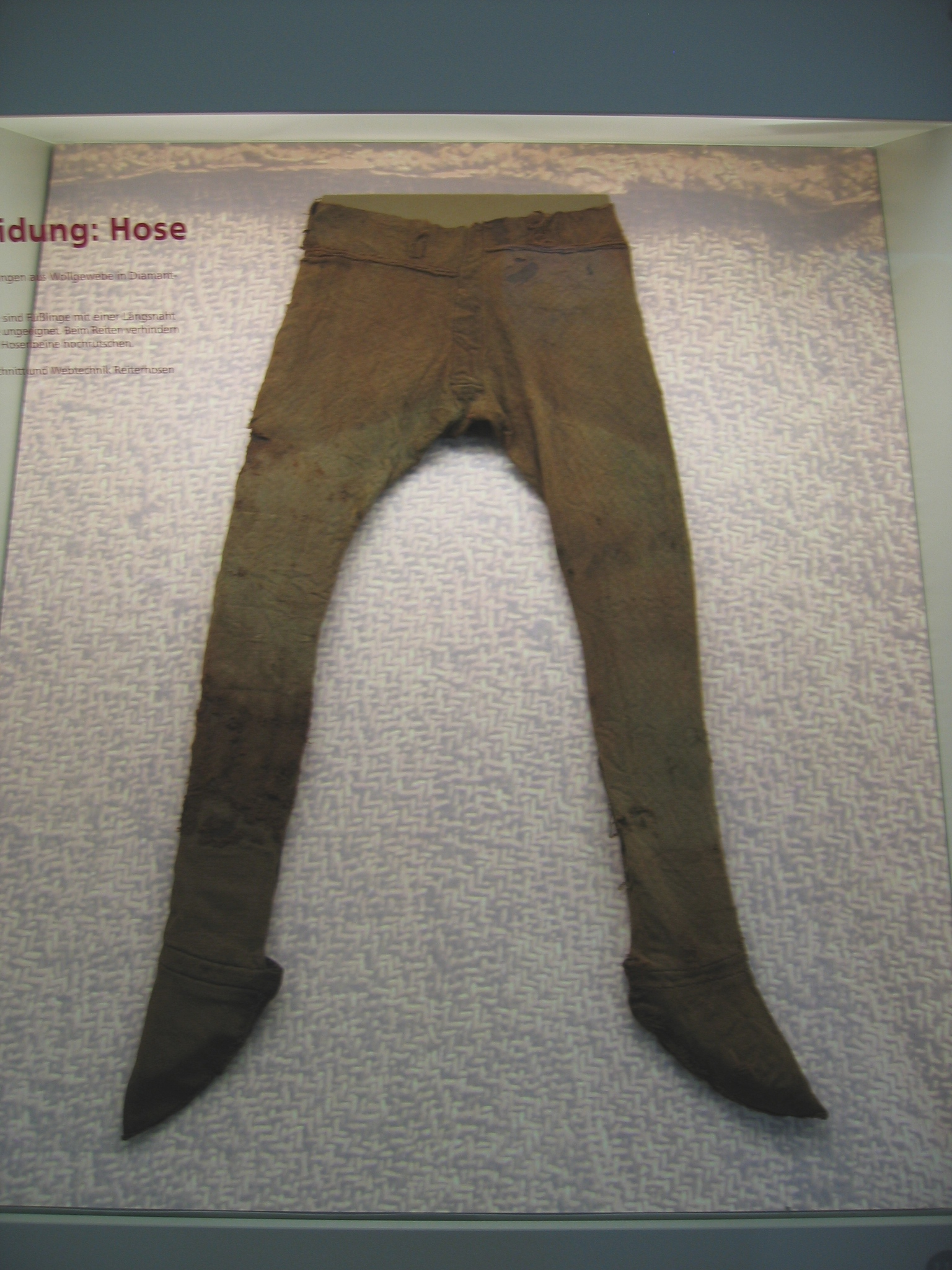
Pantaloni germanici che avvolgono il piede, IV secolo, brughiera di Thorsberg

I pantaloni sono stati introdotti in Europa occidentale a più riprese nel corso della storia, specialmente dagli Ungheresi e i Turchi dell'Impero ottomano ma sono diventati comuni soltanto a partire dal XVI secolo.

### Età moderna
I pantaloni moderni saranno adottati verso il 1850 sotto il soprannome di "canna fumaria". Non si sono molto evoluti, tranne che sui dettagli, come l'aggiunta del lato posteriore sotto l'impulso di Edoardo VII del Regno-Unito nel 1911. È lo sport che ne popolarizzerà l'indossatura nell'ambiente femminile.

## Nella cultura
I pantaloni sono all'origine dei soprannomi, per esempio in bretone, Maryann ar Bragou o Marianne le pantalon ("Marianna pantaloni"), soprannome di una moglie-amante. Come "portare le culotte", cioè "portare i pantaloni", si dice di una donna che comanda la casa. Nella cultura italiana, Pantalone è una popolare maschera veneziana della commedia dell'arte.